# آمازون‌سور
آمازون‌سور (نام علمی: Amazonsaurus maranhensis) نام یک گونه از راسته خزنده‌کفلان است.